# Магнезијум карбонат
Магнезијум карбонат, познат и као минерал магнезит када је откривен у природи, је хемијско једињење са много примена. При нормалним условима то је бело или безбојно хемијско једињење, мале густине, са молекулском формулом: O3. У хемији се користи за добијање магнезијум оксида, јер се на температури преко 540 ° разлаже на магнезијум оксид и Угљен-диоксид. Магнезијум карбонат је магнезијумова со угљене киселине.